# 홍은아
홍은아(洪恩娥, 1980년 1월 9일 ~ )는 대한민국의 전직 여자 축구 심판이자 현직 대학 교수이다.

## 생애
홍은아는 어린 시절부터 인형보다 공을 가지고 노는 것을 좋아했을 정도로 운동을 좋아했고 초등학교 재학 시절에는 체육 교사가 되기를 원했다. 하지만 중학교 3학년 재학 시절에 대한민국과 스페인의 1994년 FIFA 월드컵 조별 리그 경기를 텔레비전으로 시청하던 도중에 경기장을 누비는 축구 심판의 모습을 보고 축구 심판이 되기로 결심하게 된다. 홍은아의 부모는 처음에 그가 축구 심판이 되기를 반대했지만 나중에 받아들이게 된다. 은광여자고등학교에 재학 중이던 1996년 1월에는 가족과 떨어지면서 뉴질랜드로 이민을 갔지만 불과 1년도 안 돼서 대한민국으로 귀국했고 은광여자고등학교를 졸업하게 된다.
홍은아는 1999년부터 2003년까지 이화여자대학교 체육학과에 재학하면서 석사 학위를 취득했다. 2000년 3월에는 대한축구협회로부터 2급 축구 심판 자격증을 취득했고 2002년에는 대한축구협회로부터 1급 축구 심판 자격증을 취득했다. 홍은아는 2000년 9월부터 잉글랜드 리버풀에 위치한 호프 칼리지에서 1년 동안 교환 학생으로 재학하면서 축구 심판으로서의 실전 경험을 쌓았다. 2003년에는 국제 축구 연맹(FIFA)으로부터 국제 여자 축구 심판 자격을 취득하면서 대한민국 출신 최연소 국제 여자 축구 심판이라는 기록을 수립했다.
홍은아는 2003년부터 2005년까지 이화여자대학교 일반대학원에 재학하면서 경영학과 석사 학위를 취득했다. 2008년 베이징 하계 올림픽, 2012년 런던 하계 올림픽 여자 축구의 심판을 맡았으며 2005년부터 2011년까지 잉글랜드 FA 여자 프리미어리그 심판을 맡았다. 홍은아는 영국 러프버러 대학교에서 스포츠정책학과 박사 학위를 받았고 잉글랜드 남자 세미 프로 축구 리그, 잉글랜드 여자 프리미어리그 심판으로 활동했다. 2010년에는 아시아인으로는 최초로 잉글랜드 여자 FA컵 결승전의 심판을 맡았고 2010년 6월에는 자서전 《겁없이 꿈꾸고 거침없이 도전하라》(라이프맵, ISBN 978-89-6260-210-4)를 출간했다.
홍은아는 2012년에 축구 심판에서 은퇴한 이후에 2012년 10월부터 2014년 1월까지 중앙대학교 학교체육연구소 연구 교수를 역임했다. 2013년 3월에는 대한축구협회 이사로 선임되었으며 2014년 3월에는 이화여자대학교 건강과학대학 체육과학과 조교수로 임용되었다. 2013년 2월에는 아시아 축구 연맹으로부터 심판 강사, 심판 평가관으로 선임되었다. 2013년 8월부터 2016년 5월까지 FIFA U-20 여자 월드컵 조직위원회 분과 위원을, 2014년 1월부터 2015년 4월까지 아시아 축구 연맹(AFC) 심판분과위원회 위원을 역임했다. 2019년 3월에는 국제 축구 연맹으로부터 심판 기술 강사로 선임되었다.

## 심판 경력

### FIFA U-20 여자 월드컵
2004년 FIFA U-19 세계 여자 축구 선수권 대회
- 2004년 11월 10일:  이탈리아 -  브라질 (B조)

2006년 FIFA U-20 세계 여자 축구 선수권 대회
- 2006년 8월 20일:  러시아 -  뉴질랜드 (A조)
- 2006년 8월 24일:  미국 -  프랑스 (D조)

2010년 FIFA U-20 여자 월드컵
- 2010년 7월 13일:  독일 -  코스타리카 (A조)
- 2010년 7월 16일:  브라질 -  스웨덴 (B조)
- 2010년 7월 21일:  가나 -  스위스 (D조)
- 2010년 7월 24일:  스웨덴 -  콜롬비아 (8강전)

### 하계 올림픽
2008년 하계 올림픽 축구 여자
- 2008년 8월 6일:  중화인민공화국 -  스웨덴 (E조)
- 2008년 8월 12일:  나이지리아 -  브라질 (F조)
- 2008년 8월 18일:  브라질 -  독일 (준결승전)

2012년 하계 올림픽 축구 여자
- 2012년 7월 28일:  영국 -  카메룬 (E조)
- 2012년 7월 31일:  캐나다 -  스웨덴 (F조)

### AFC 여자 아시안컵
2006년 AFC 여자 아시안컵
- 2006년 7월 21일:  베트남 -  중화인민공화국 (A조)
- 2006년 7월 24일:  태국 -  오스트레일리아 (B조)

### 아시안 게임
2006년 아시안 게임 축구 여자
- 2006년 12월 4일:  태국 -  일본 (A조)
- 2006년 12월 7일:  중화인민공화국 -  일본 (A조)

## 수상
- 2009년 아시아 축구 연맹 올해의 심판상 수상
- 2012년 대한축구협회 공로상 수상
- 2013년 대한체육회 체육상 심판 부문 우수상 수상